# Flugplatz Eisenhüttenstadt

i7
i11
i13
Der Flugplatz Eisenhüttenstadt (ICAO-Code: EDAE) ist ein Verkehrslandeplatz nordöstlich des zur Gemeinde Siehdichum gehörenden Ortsteils Pohlitz. Er befindet sich an der B 112 zwischen Eisenhüttenstadt und Frankfurt (Oder).

## Flugplatzdaten
Der Flugplatz ist zugelassen für Luftfahrzeuge bis zu einem Höchstabfluggewicht von 8 t MTOW.

## Geschichte
Während des Kalten Krieges diente der Flugplatz zur Segelflugausbildung der Gesellschaft für Sport und Technik der DDR. Ebenfalls diente er der Nationalen Volksarmee als Hubschrauberlandeplatz. 1979 verfügte der Flugplatz über keine befestigte Landebahn.
Im Jahr 1999 wurde das Gebäudekonzept für das neue Flugleitungs-/Abfertigungs-/Bürogebäude sowie den Tower durch ein in Frankfurt (Oder) ansässiges Architekturbüro erarbeitet. Noch im selben Jahr begannen die Bauarbeiten, welche bis zum Frühjahr 2001 andauerten. Im Dezember 1999 landete der nigerianische Staatspräsident im Zuge seines Besuches in Eisenhüttenstadt und dem EKO.
Für die Betankung der Flugzeuge wurde im Jahr 2000 eine moderne Tankstelle für AVGAS sowie JET A1 errichtet. Das neue Betriebsgebäude wurde im Frühjahr 2001 eingeweiht. Als erstes Fremdunternehmen eröffnete die Spreeflug GmbH aus Fürstenwalde ein Büro auf dem Verkehrslandeplatz, die unter anderem Charterflüge und Ausbildungen für Privatpilotenlizenzen anbieten. Weiterhin erfolgte 2001 die Errichtung eines Hangars für das Unterstellen von Fluggeräten aller Art.
Am 28. September 2002 fanden Dreharbeiten zum Film „Lichter“ des Regisseurs Hans-Christian Schmied statt. Am 18. September 2006 landete das erste Luftschiff auf dem Flugplatz. Auf dem Weg von Poznań nach Kamenz wurden durch die Bundespolizei die Pässe der Piloten kontrolliert. Um das Eisenhüttenstädter Stahlwerk „Arcelor Mittal“ (EKO) zu besuchen, landete am 22. September 2006 der Vorsitzende des Vorstands von ArcelorMittal, Lakshmi Mittal, auf dem Flugplatz.
Bis zum Jahr 2007 wurden noch drei weitere Hangars errichtet. Im November 2007 erfolgte die Fertigstellung des letzten Hangars. Seither besteht für alle Piloten die Möglichkeit der Hangarierung ihrer Flugzeuge.
Seit Mai 2017 ist auf dem Verkehrslandeplatz auch ein Empfänger für FLARM Signale installiert, welcher insbesondere für Segelflugzeuge einen Mehrwert bietet. Durch die Anbindung an das Open Glider Network (OGN) trägt der Empfänger zur Erschließung der zuvor bestehenden Empfangslücke zwischen Berlin und Görlitz bei.

## Tankstelle
Auf dem Flugplatz ist eine Tankstelle vorhanden, welche durch die Betreibergesellschaft des Flugplatzes betrieben wird. An der Tankstelle stehen die Kraftstoffe JET A1 sowie AVGAS 100LL zur Verfügung.